# 노벨 문학상
노벨 문학상( - 文學賞, 스웨덴어: Nobelpriset i litteratur, 영어: Nobel Prize in Literature)은 "이상(理想)적인 방향으로 문학 분야에서 가장 눈에 띄는 기여를 한 분께" 수여하라는 알프레드 노벨의 유언에 따라 1901년부터 해마다 전 세계의 작가중 한 사람에게 주는 상이다: (스웨덴어: den som inom litteraturen har producerat det utmärktaste i idealisk riktning). 때때로 작가 개인의 작품 중 주목할 만한 특정 작품이 있는 경우가 있지만, 여기에서 "기여"란 한 작가가 쓴 작품 전체를 가리키는 말이다. 스웨덴 한림원이 특정 년도에 상을 받을 사람을 결정하며 수상자의 이름을 10월 초에 발표한다.

## 기타
- 노벨 문학상은 작품에 수여하는 것이 아니라 작가에게 수여한다.
- '문학'상이라는 번역에서 따라나오는 일반적인 오해로서, 역사가나 철학자에게 수여한 경우에 대해서 의문을 품는 경우가 있다. 이것은 Literature가 문학에만 국한된 단어가 아닌, 어원이 라틴어 Litera(문자, 글자)라는 사실에서 알 수 있듯이 '쓰는 행위' 일반에 대한 것이기 때문으로, 이 때문에 베르그송과 몸젠 같은 철학자나 역사가가 그들의 유려한 문체와 사상으로써 이 상을 수여받는 것이 가능한 것이다. 다만 20세기 중반부터는 대개 문학가에 국한하여 수여하고 있다.
- 초기에는 노벨이 명시한 이상적라는 기준을 문학적 이상주의라는 협의로서 해석하여 수상 여부를 결정하였으나, 시대가 지나면서 점차 광의의 '이상'으로서의 기준을 적용하게 되었다.
- 1914년, 1918년은 제1차 세계 대전으로 인해 시상식이 보류되었고, 1935년은 기타 사유로 인해 수상자가 없었다. 1940년부터 1943년까지는 제2차 세계 대전으로 인해 시상식이 보류되었다.
- 1958년 노벨 문학상 수상자로 선정된 보리스 파스테르나크는 소련 당국의 탄압으로 인해 수상을 거절했으며 1989년에 그의 아들이 스웨덴 스톡홀름에서 그의 노벨 문학상 메달을 대신 받았다. 1964년 노벨 문학상 수상자로 선정된 장폴 사르트르는 수상을 거부했다.
- 2018년에는 스웨덴 한림원에서 일어난 미투 운동 스캔들의 여파로 인해 수상자 선정이 보류되었다. 이에 따라 스웨덴 한림원 측은 2019년에 2018년 노벨 문학상 수상자와 2019년 노벨 문학상 수상자를 동시에 발표하였다.

## 같이 보기
- 노벨 문학상 수상자 목록
- 노벨상 수상자 목록